# Ismate y Chilapilla 2.ª Sección Jahuactillo
Ismate y Chilapilla 2.ª Sección Jahuactillo es una localidad del municipio de Centro ubicado en la subregión centro del estado mexicano de Tabasco.

## Geografía
La localidad de Ismate y Chilapilla 2.ª Sección Jahuactillo se sitúa en las coordenadas geográficas 17°59′18″N 92°36′15″O / 17.988333, -92.604167, a una elevación de 10 metros sobre el nivel del mar.

## Demografía
Según el Conteo de Población y Vivienda 2020, efectuado por el Instituto Nacional de Estadística y Geografía, la localidad de Ismate y Chilapilla 2.ª Sección Jahuactillo tiene 74 habitantes, de los cuales 36 son del sexo masculino y 38 del sexo femenino. Su tasa de fecundidad es de 2.72 hijos por mujer y tiene 20 viviendas particulares habitadas.
| Gráfica de evolución demográfica de Ismate y Chilapilla 2.ª Sección Jahuactillo entre 1995 y 2020 |
|                                                                                                   |
| INEGI.                                                                                            |